# Tumba de corredor en cuña

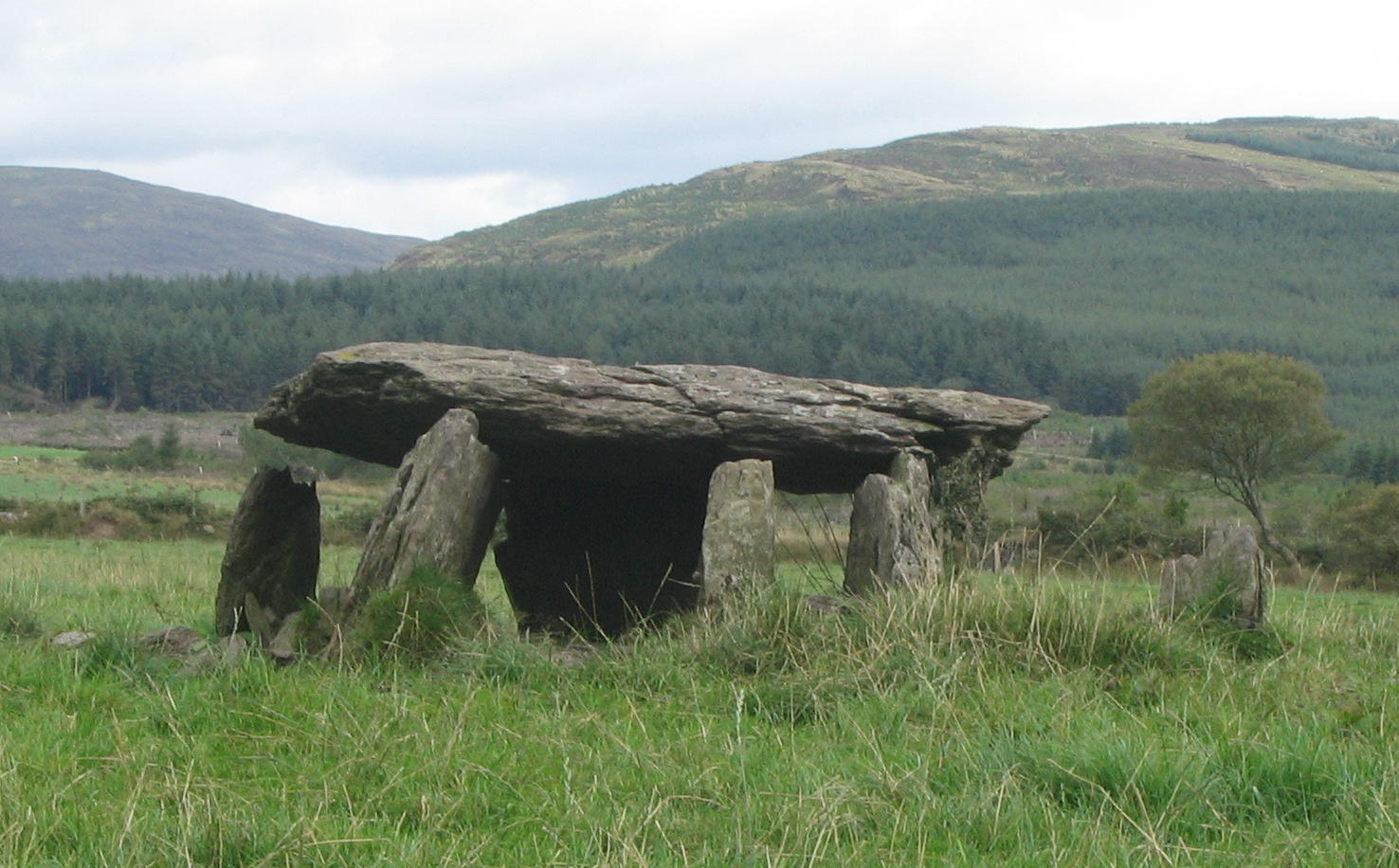
Tumba en cuña de Glantane East, Condado de Cork, Irlanda.

Un tumba de corredor en cuña o tumba en cuña es un tipo de tumba irlandesa con cámara funeraria. Reciben este calificativo porque la cámara funeraria se estrecha en un extremo (por lo general disminuye tanto en altura como en anchura, de este a oeste), produciendo una forma de cuña en cuanto a su elevación. Una antecámara está separada de la zona de enterramiento por una simple jamba o jumbral, y la entrada, generalmente, mira hacia el oeste.
Una característica distintiva de las tumbas en cuña es la doble pared de la galería. Estaban cubiertas a menudo por cairns, lo que podría hacerlas redondas, ovaladas o en forma de letra "D", a menudo con un bordillo, o peristalítico, que los rodeaban. La mayor parte de ellas eran de poca altura, por lo general alrededor de 1,5 metros de altura, y se encuentran habitualmente en laderas de montañas, en la parte superior, entre los tres cuartos del total y la cima.
Las tumbas en cuña se construyeron entre finales del Neolítico irlandés (ca. 3 000 a. C.) y mediados de la Edad del Bronce (entre el 2 500 y  2 000a. C.). En la primera década del siglo XXI se conocían entre 500 y 550 tumbas en cuña en Irlanda, y se encuentran predominantemente en el oeste y el noroeste de la isla.